# Bescheinigung

Sportboot- und Verbandsführerscheine im Wassersport

Eine Bescheinigung ist eine Urkunde, die eine Information über eine Person oder einen anderen Sachverhalt beinhaltet. Sie wird zumeist von Behörden als amtliche Bescheinigung, Notaren, Verbänden oder Arbeitgebern ausgestellt.

## Etymologie
Die Bescheinigung oder Bescheinung als allgemeine „durch Augenschein rechtsgültig bezeugte Bestätigung eines gewissen Sachverhalts“ findet sich schon im Spätmittelalter in der zunehmend deutschen Kanzleisprache. Das Deutsche Rechtswörterbuch DRW führt etwa „er beschein sein not dan als recht“ datiert 1337, „wen solckes … beschinet und bewiset ist“ nach 1517, „seine unschuld … nicht beschienen noch beygebracht“.
1559 steht „probation und bescheinung“ 
und auch Grimms Deutsches Wörterbuch fixiert das Wort auf lateinisch probatio, firmatio.
Im 17. Jahrhundert zeigt es sich schon als amtliches Dokument im Sinne einer „beweisenden Urkunde“, etwa „die bescheinigungsarticul, samt der zeugen namen bei Gericht eingeben“ im Corpus Iuris Cambialis des Johann Gottlieb Siegel 1682, oder „hierbei nicht ein ordentlicher beweiß, sondern nur eine bescheinigung erforderet“ bei Hans Jacob Leu: Eydgenößisches Stadt- und Land-Recht von 1746.
Die Brüder Grimm führen nach 1854 noch Bescheinung als die vorrangige Form. Die Wortform ist auch bescheinig oder bescheinlich.

## Beispiele
Bescheinigungen beinhalten Aussagen über nachstehende Sachverhalte:
- Arbeitsunfähigkeitsbescheinigung über die Erkrankung eines Arbeitnehmers,
- Arbeitszeugnisse über Tätigkeiten und Teilnahmen an Schulbesuchen, Fortbildungsveranstaltungen, Ausübung beruflicher Tätigkeiten und Funktionen,
- Auszeichnungen anhand von Diplomen usw.,
- Befähigungen anhand eines Befähigungsnachweises,
- Beglaubigungen von Unterschriften oder über den Gleichlaut einer Abschrift mit einer Urschrift am Beispiel eines Auszuges aus dem Heiratsregister des Standesamtes,
- Bescheinigung des Daueraufenthaltsrechts,
- Bildungsstand anhand von Schul- und Reifezeugnissen,
- Freizügigkeitsbescheinigung,
- Genehmigungen anhand von Flugzeugführerscheinen, Segelscheinen oder Fahrerlaubnissen,
- Gesundheitszustand anhand eines Gesundheitszeugnisses,
- Identität anhand eines Ausweises,
- Kenntnisse und Erfahrungen anhand von Urkunden im Allgemeinen oder Zertifikaten im Speziellen,
- Tatsache, dass jemand noch lebt anhand einer Lebensbescheinigung,
- Lohnsteuerbescheinigung des Arbeitgebers über Daten des Arbeitnehmers für dessen Finanzamt,
- Offizierspatent anhand der Ernennungsurkunde,
- Rangbescheinigung über die Eintragung von Grundpfandrechten,
- Schwerbehinderung anhand eines ausgestellten Schwerbehindertenausweises,
- Tilgung der Grunderwerbsteuerschuld anhand einer Unbedenklichkeitsbescheinigung,
- die Übereinstimmungsbescheinigung bestätigt, dass ein Kraftfahrzeug, ein System, ein Bauteil oder eine selbstständige technische Einheit zum Zeitpunkt seiner/ihrer Herstellung einem nach der jeweiligen EG-Typgenehmigungsrichtlinie genehmigten Fahrzeugtyp entspricht,
- Unbescholtenheit anhand eines Führungszeugnisses oder einer Strafregisterbescheinigung,
- Urlaubsbescheinigung ist eines der Arbeitspapiere, die ein neuer Arbeitgeber vom Arbeitnehmer verlangt,
- Warenbegleitpapiere anhand eines Ursprungszeugnisses,
- Zuerkennung eines Tätigkeitsbegriffs; dargestellt als Ausbildungs- und Tätigkeitsbezeichnung (ATB) und Ausbildungs- und Tätigkeitsnummer (ATN) am Beispiel eines Lehrgangnachweises der Bundeswehr,
- Zulassungen, private Zustimmungen anhand von Einwilligungen, behördliche Zustimmung anhand von Bescheiden oder Ablehnungen wie die Zulassungsbescheinigung über die Zulassung von Fahrzeugen zum Straßenverkehr.